# Patriotas Europeos contra la Islamización de Occidente
Patriotas Europeos contra la Islamización de Occidente (en alemán: Patriotische Europäer gegen die Islamisierung des Abendlandes; Pegida) es un movimiento político nacionalista alemán, antiislámico y de extrema derecha alemán. Fundado en Dresde en octubre de 2014, se opone a la inmigración y en particular a la inmigración musulmana. Considera que Alemania está sufriendo un proceso de islamización debido al aumento de musulmanes en Alemania desde las últimas décadas del siglo XX.
Pegida quiere reducir la inmigración en Alemania y acusa a las fuerzas de seguridad alemanas de no aplicar las leyes inmigratorias del país. En 2015, el fundador de Pegida renunció a su cargo por haberse disfrazado de Adolf Hitler (en concreto, por subir una foto a Facebook con un peinado y bigote semejante al de Hitler) y por haber hecho comentarios en Facebook calificados de racistas, aunque posteriormente fue readmitido.
Pegida despertó la atención pública de los medios nacionales e internacionales cuando sus manifestaciones atrajeron a un gran número de participantes, siendo la base del movimiento contra la yihad. El movimiento se ha extendido a otras ciudades, como Düsseldorf o Kassel, si bien con menor éxito.

## Historia

### Origen

Logo alternativo usado por Pegida. Esloganes como "Libres de violencia y unidos contra las guerras religiosas y de poder en suelo alemán" son un lugar común en los mítines de Pegida.

Desde octubre de 2014, el grupo, liderado inicialmente por Lutz Bachmann, organizó manifestaciones públicas en Dresde. Pegida fue fundada en octubre de 2014 por Lutz Bachmann, quien dirige una agencia de relaciones públicas en Dresde. El ímpetu de Bachmann para iniciar Pegida surgió al presenciar una manifestación de presuntos partidarios del Partido de los Trabajadores del Kurdistán (PKK) contra el asedio de Kobani por el Estado Islámico (ISIL) el 10 de octubre de 2014 en Dresden, que publicó en YouTube el mismo día. Al día siguiente, fundó un grupo de Facebook llamado "Patriotische Europäer Gegen die Islamisierung des Abendlandes" (Patriotas Europeos contra la Islamización del Occidente').
El 7 de octubre, yazidíes y musulmanes chechenos se enfrentaron violentamente en Celle. El 26 de octubre, de 5.000 manifestantes, "al menos 400 extremistas de derecha se ensañaron en el centro de Colonia durante una manifestación" de "Hooligans Contra el Salafismo". Bachmann mencionó estos eventos en un comunicado de su primera manifestación.

### Primera ola de manifestaciones
La primera manifestación, o "paseo vespertino" (según Pegida), se llevó a cabo el 20 de octubre de 2014 y atrajo solo a un puñado de personas. Durante los días siguientes, el movimiento comenzó a obtener una mayor atención del público y, posteriormente, las manifestaciones semanales de los lunes atrajeron a un gran número de personas. Entre los 7.500 participantes del 1 de diciembre de 2014, la policía identificó entre 80 y 120 culpables de vandalismo. La manifestación creció a 10.000 personas el 8 de diciembre de 2014.

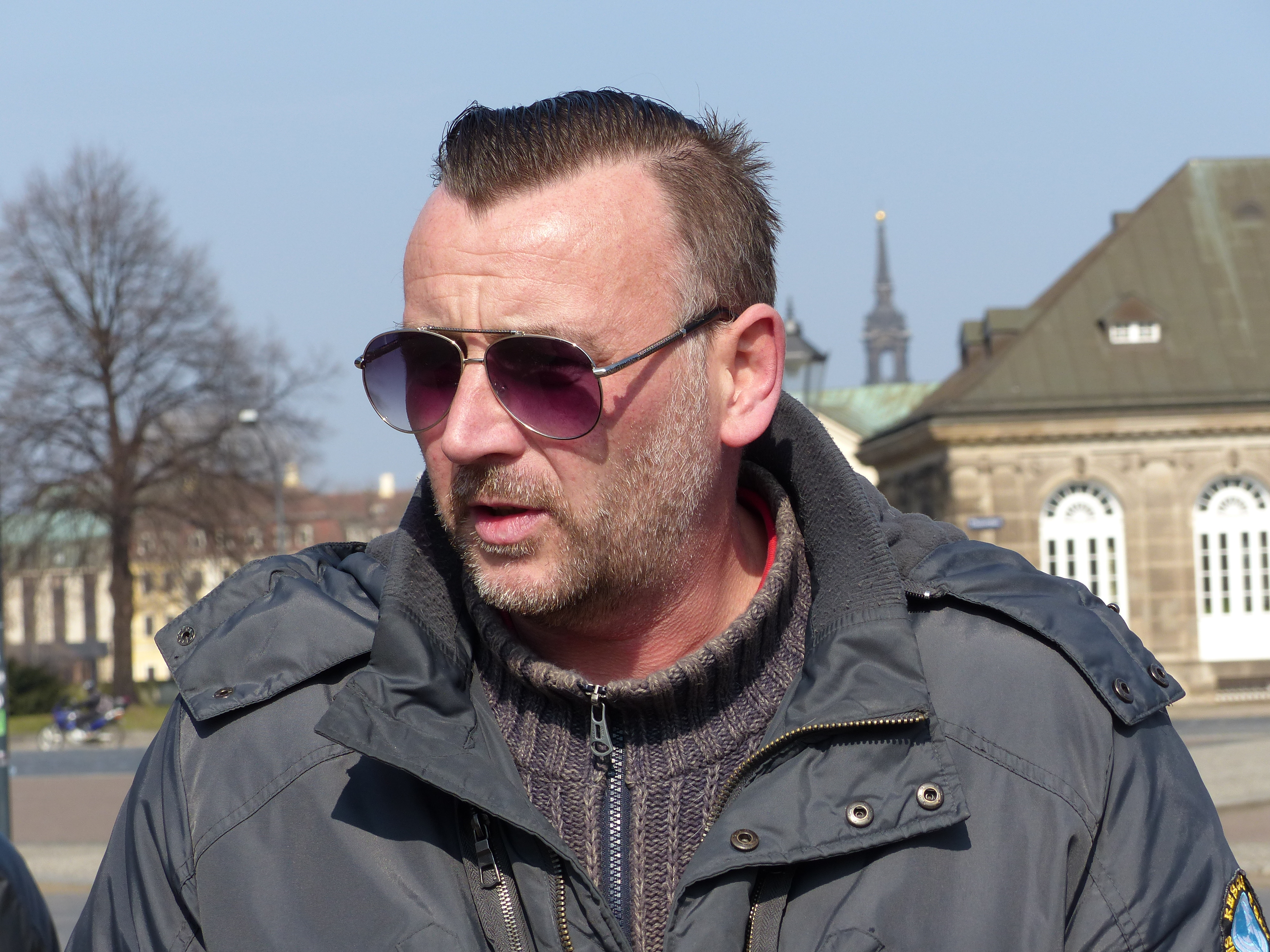
Lutz Bachmann (2015)

Durante las manifestaciones semanales de los lunes por la noche, los partidarios de Pegida portaban pancartas con consignas como "Por la preservación de nuestra cultura", "Contra el fanatismo religioso, contra cualquier tipo de radicalismo, juntos sin violencia" y "Contra las guerras religiosas en suelo alemán".
El 19 de diciembre de 2014, Pegida e.V. se registró legalmente en Dresde con el ID de registro VR 7750, con Bachmann como presidente, Rene Jahn como vicepresidente y Kathrin Oertel como tesorera. Pegida también solicitó formalmente el estatus de organización sin fines de lucro.

### Consecuencias deCharlie Hebdoy aumento de las tensiones

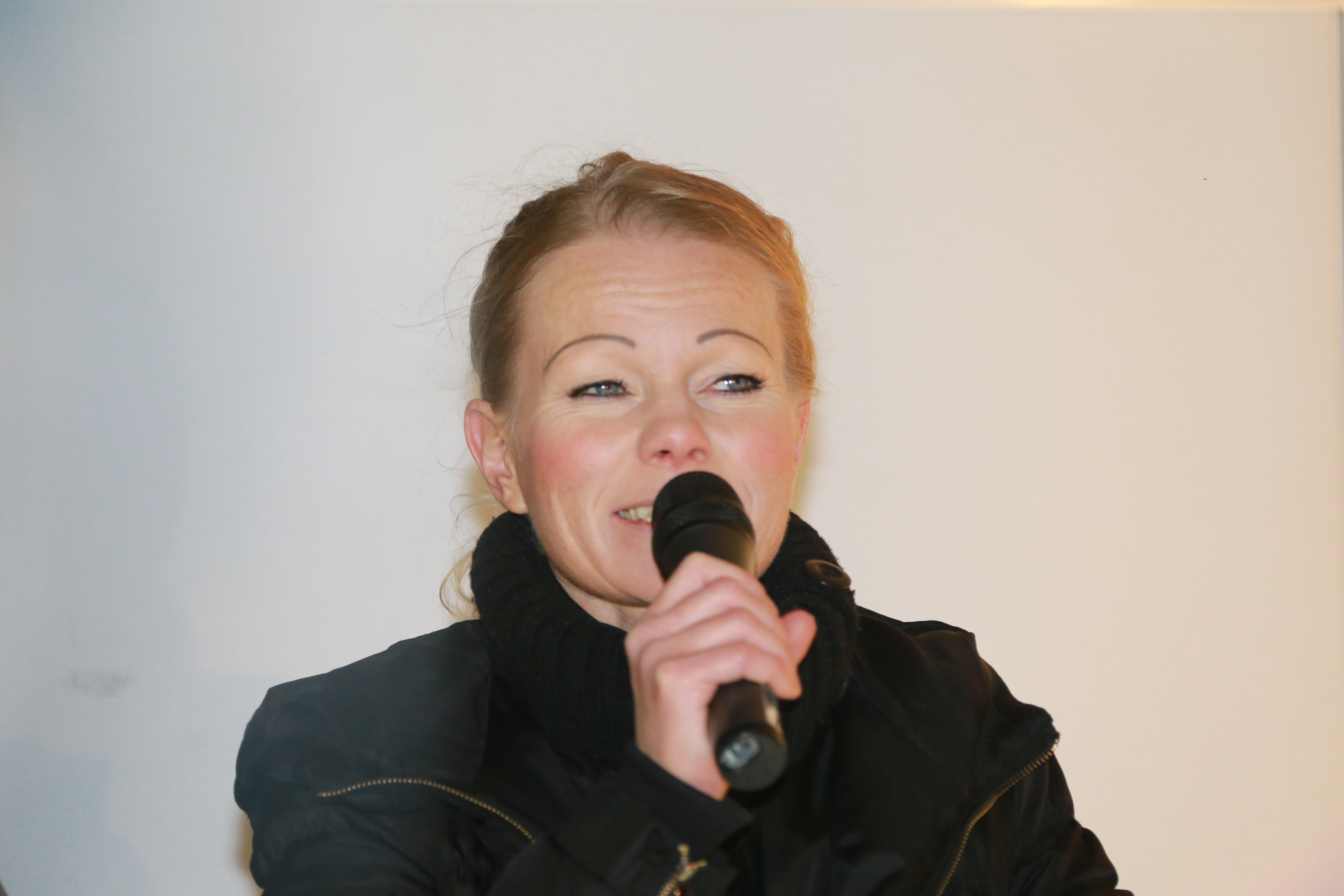
Kathrin Oertel en manifestación de Pegida en Dresde el 5-1-2015.

Si bien los organizadores cancelaron la manifestación del 29 de diciembre de 2014, el movimiento continuó atrayendo a un gran número de participantes a principios de enero de 2015. Después del tiroteo en 'Charlie Hebdo' el 7 de enero de 2015 en París, los políticos (incluidos los ministros Thomas de Maizière y Heiko Maas) advirtieron a Pegida que no abusara del ataque a 'Charlie Hebdo' para su propia agenda política. El sábado 10 de enero de 2015, unos 35.000 manifestantes anti-Pegida se reunieron para llorar a las víctimas de París, observando un minuto de silencio frente a la Frauenkirche.
El 12 de enero de 2015, los organizadores de Pegida organizaron una manifestación de unos 25,000 participantes. El principal organizador de Pegida, Bachmann, declaró los seis objetivos políticos centrales de Pegida, que incluyen llamamientos a la inmigración selectiva y la expulsión de extremistas religiosos, el derecho y el deber de integrarse y una seguridad interna más estricta. El 15 de enero, un joven inmigrante eritreo, Khaled Idris Bahray, fue encontrado muerto a puñaladas en su apartamento de Dresde. Los corresponsales de los medios internacionales retrataron una "atmósfera de odio y resentimiento" y publicaron comentarios en las redes sociales de simpatizantes de Pegida, que habían expresado desdén por los eritreos muertos. Los organizadores de Pegida rechazaron cualquier posible conexión con ello. Una semana después, la investigación policial condujo al arresto y eventual condena de uno de los compañeros eritreos que vivían en la casa de la víctima.

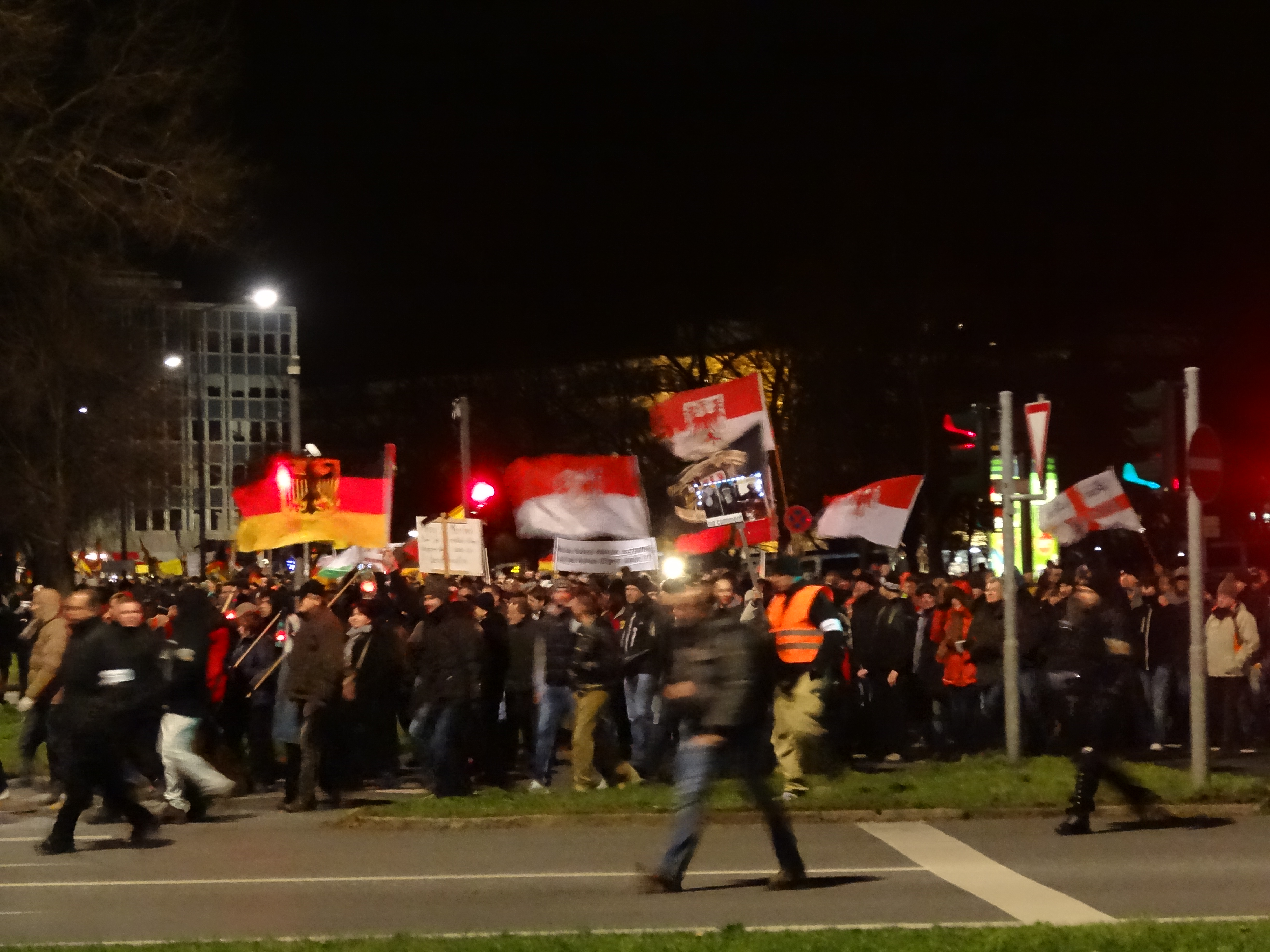
Manifestación de Pegida el 12 de enero de 2015 después de los atentados a Charlie Hebdo.

La policía de Dresde no permitió la manifestación prevista para el 19 de enero de 2015, debido a una amenaza definitiva contra uno de los líderes de Pegida en forma de tuit en árabe que etiquetaba a Pegida como "enemigo del Islam". Dos días después, éste anunció su dimisión tras publicatse una fotografía suya disfrazado de Hitler por el diario Bild, que vino a sumarse a la difusión meses antes de que tenía antecedentes penales por robos y otros delitos. Pegida canceló su decimotercera manifestación y declaró en una publicación en su página de Facebook que había una amenaza explícita contra un miembro del comité y que "su ejecución había sido ordenada por terroristas de ISIS".

### Renuncias
El 21 de enero de 2015, Bachmann renunció a su cargo en PEGIDA luego de ser criticado por varias publicaciones en Facebook. Extractos de una conversación cerrada en Facebook incriminaron a Bachmann por haberse referido a los inmigrantes con los insultos "animales", "basura" y "basura", que se clasifican como discurso de odio en Alemania. También se le citó comentando que se necesitaba seguridad adicional en la oficina de asistencia social "para proteger a los empleados de los animales". Un autorretrato de Bachmann supuestamente haciéndose pasar por una reencarnación de Adolf Hitler, titulado "¡Ha vuelto!" (que el Sächsische Zeitung luego descubrió que era una falsificación, informando que el bigote se agregó después de que se tomó la foto), se volvió viral en las redes sociales y se imprimió en las portadas de todo el mundo. En otra ocasión, Bachmann había colgado una foto de un hombre vestido con el uniforme de la organización supremacista blanca estadounidense Ku Klux Klan acompañada del lema: "Tres K al día mantiene alejadas a las minorías". Los fiscales del estado de Dresden abrieron una investigación por sospecha de Volksverhetzung (incitación al odio), y el vicecanciller Sigmar Gabriel dijo que el verdadero rostro de Pegida había sido expuesto: "Cualquiera que se disfrace de Hitler es un idiota o un nazi. La gente debería pensar cuidadosamente en perseguir a un flautista de Hamelin como este".
Der Spiegel informó que la portavoz de medios de PEGIDA, Kathrin Oertel, se dirigió a Alternativa para Alemania (en alemán: Alternative für Deutschland, AfD) en busca de consejo, y que Sächsische Zeitung y Frankfurter Allgemeine Zeitung confirmaron que hubo una conversación telefónica entre Frauke Petry y Oertel del AfD. Petry le dijo a Oertel que ya no se debería apoyar a Bachmann ("Le dije que ya no se podía retener a Bachmann"). Ese mismo día, Oertel anunció la dimisión de Bachmann.

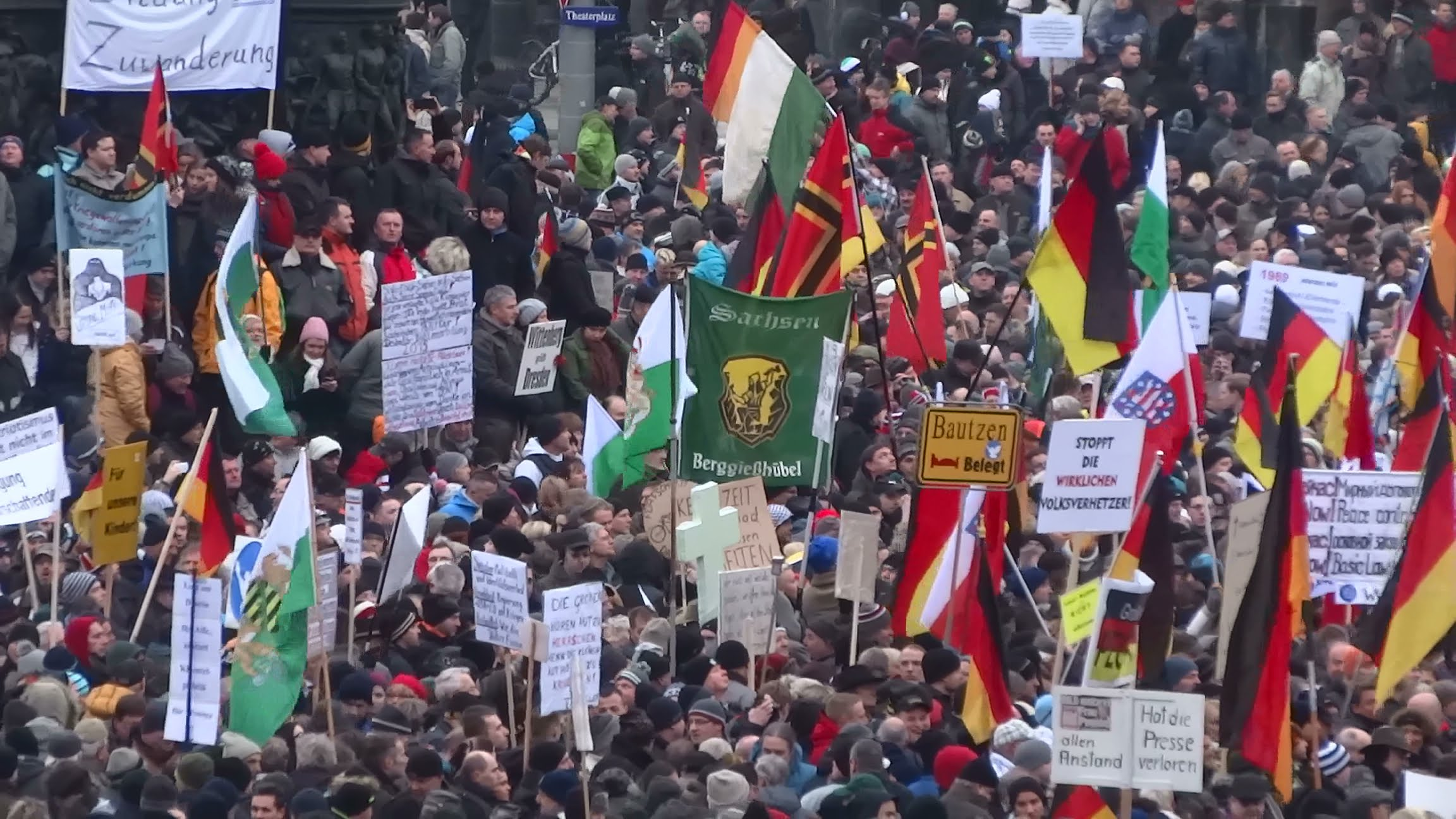
Manifestación de Pegida el 25 de enero de 2015

El 28 de enero Oertel también dimitió, citando como motivo "la enorme hostilidad, las amenazas y las desventajas profesionales". Al mismo tiempo, otras cuatro figuras destacadas de Pegida dieron un paso atrás. El 2 de febrero de 2015, Oertel y otros seis exmiembros de Pegida fundaron Direkte Demokratie für Europa ('Democracia directa para Europa') para distanciarse de las tendencias de extrema derecha de Pegida.

### Reinstalación
En febrero de 2015, PEGIDA confirmó en su página de Facebook que Lutz Bachmann había sido reelegido como presidente por los otros seis miembros del comité de liderazgo de la organización, después de que Sächsische Zeitung publicara un informe de que el bigote de Hitler en la ahora infame foto se había agregado después de que se tomó la foto.

##### Elecciones a la alcaldía de Dresde, 2015
En junio de 2015, tras la dimisión de la titular de la CDU, Helma Orosz, por motivos de salud, Tatjana Festerling, que fue despedida del círculo de liderazgo de Pegida en junio de 2016,  se postuló para la alcaldía de Dresde, obteniendo un 9,6 % en la primera ronda con el apoyo del Partido Nacional Democrático de Alemania (NPD) de extrema derecha. El 7 de julio de 2015, Bachmann anunció que Pegida participaría en todas las futuras elecciones federales en Alemania.

### Nuevas oleadas de protestas

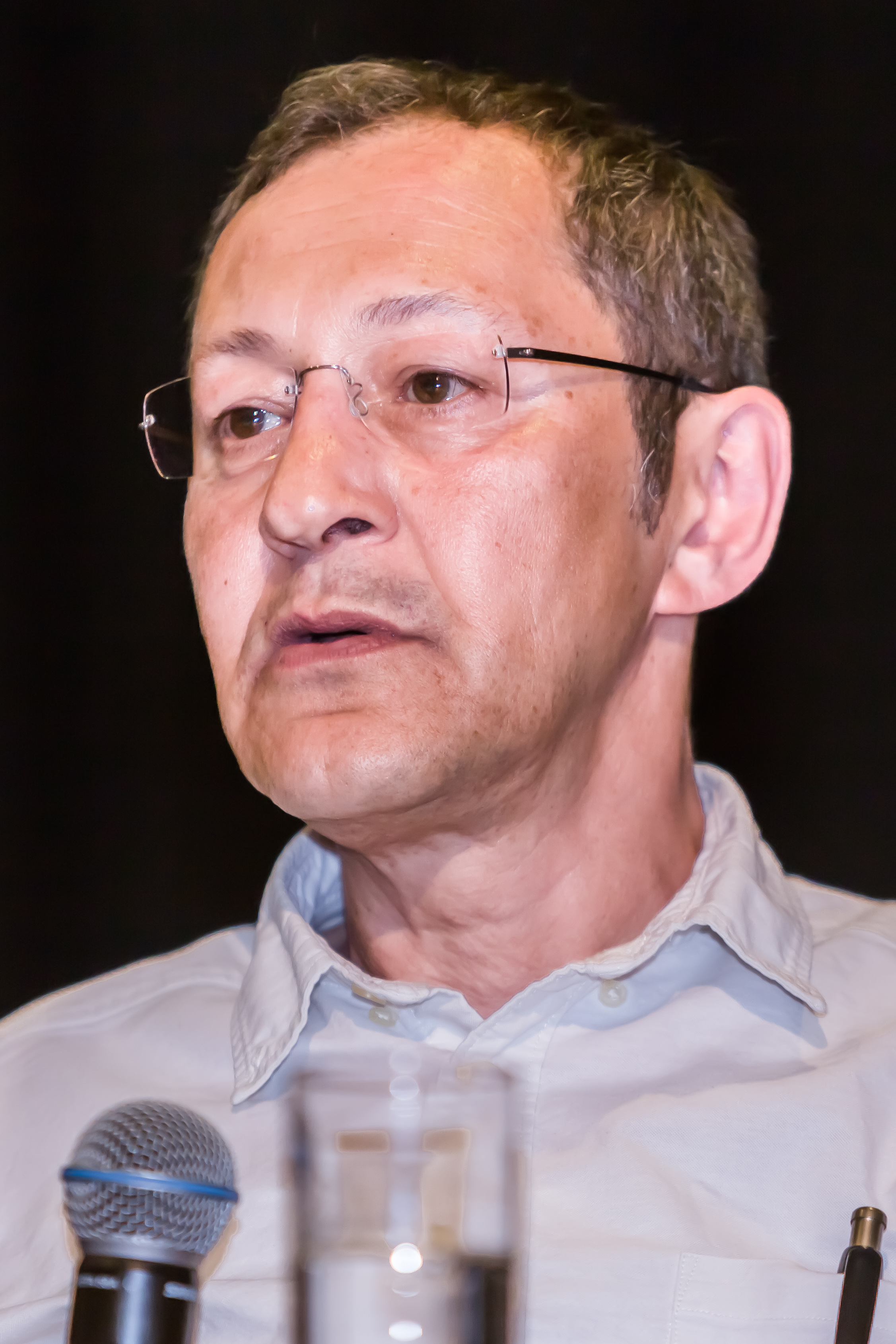
El orador principal de Pegida Akif Pirinçci, que ha sido acusado de incitar al odio

La crisis migratoria revivió el movimiento, atrayendo hasta 20,000 simpatizantes a una manifestación el 19 de octubre de 2015 en Dresde. Al mismo tiempo, los observadores percibieron una mayor radicalización de la multitud.
El 28 de septiembre, dos periodistas resultaron heridos cuando los participantes de PEGIDA patearon a un reportero de un periódico local y golpearon a otro reportero de televisión en la cara. El 12 de octubre, manifestantes de Pegida llevaron una horca simulada que mostraba sogas reservadas para la canciller Angela Merkel y su adjunto Sigmar Gabriel. Bachmann se burló de los manifestantes que lo hicieron, calificándolo de "obra ridícula con errores ortográficos" ("lächerliche Bastelarbeit mit Schreibfehlern"), una referencia al hecho de que el nombre Sigmar había sido escrito con una "ie" (Siegmar).
En el evento de aniversario de PEGIDA el 19 de octubre de 2015, el orador principal Akif Pirinçci nombró a los refugiados musulmanes como invasores, y Alemania se convirtió en un "basurero musulmán". Pirinçci dijo que los políticos estaban actuando como "Gauleiter contra su propia gente", ya que querían que los críticos de la política de refugiados de Alemania abandonaran el país. Dirigiéndose a la multitud que gritaba "¡Resistencia!", afirmó que la clase política despreciaba a la mayoría de los alemanes y que los políticos deseaban que hubiera "otras alternativas [para luchar contra los partidarios de Pegida
]– pero los campos de concentración lamentablemente están fuera de servicio en este momento". La multitud aplaudió y rio, y lo dejó continuar su discurso por otros 20 minutos antes de pedirle que terminara.
Cuando entre 1,500 y 2,000 personas celebraron el primer aniversario de Pegida en Leipzig, decenas de hooligans protestaron y destrozaron tiendas de propiedad extranjera. Más de 100 personas fueron arrestadas. El alcalde Burkhard Jung lo llamó "terror callejero abierto.

### Fundación del partido
El fundador de PEGIDA, Lutz Bachmann creó un nuevo partido político, el "Freiheitlich Direktdemokratische Volkspartei" ("Partido Popular Liberal Democrático Directo", o FDDV). La FDDV se estableció el 13 de junio de 2016. Tommy Robinson fundó una sucursal de Pegida en el Reino Unido.

### Documentos

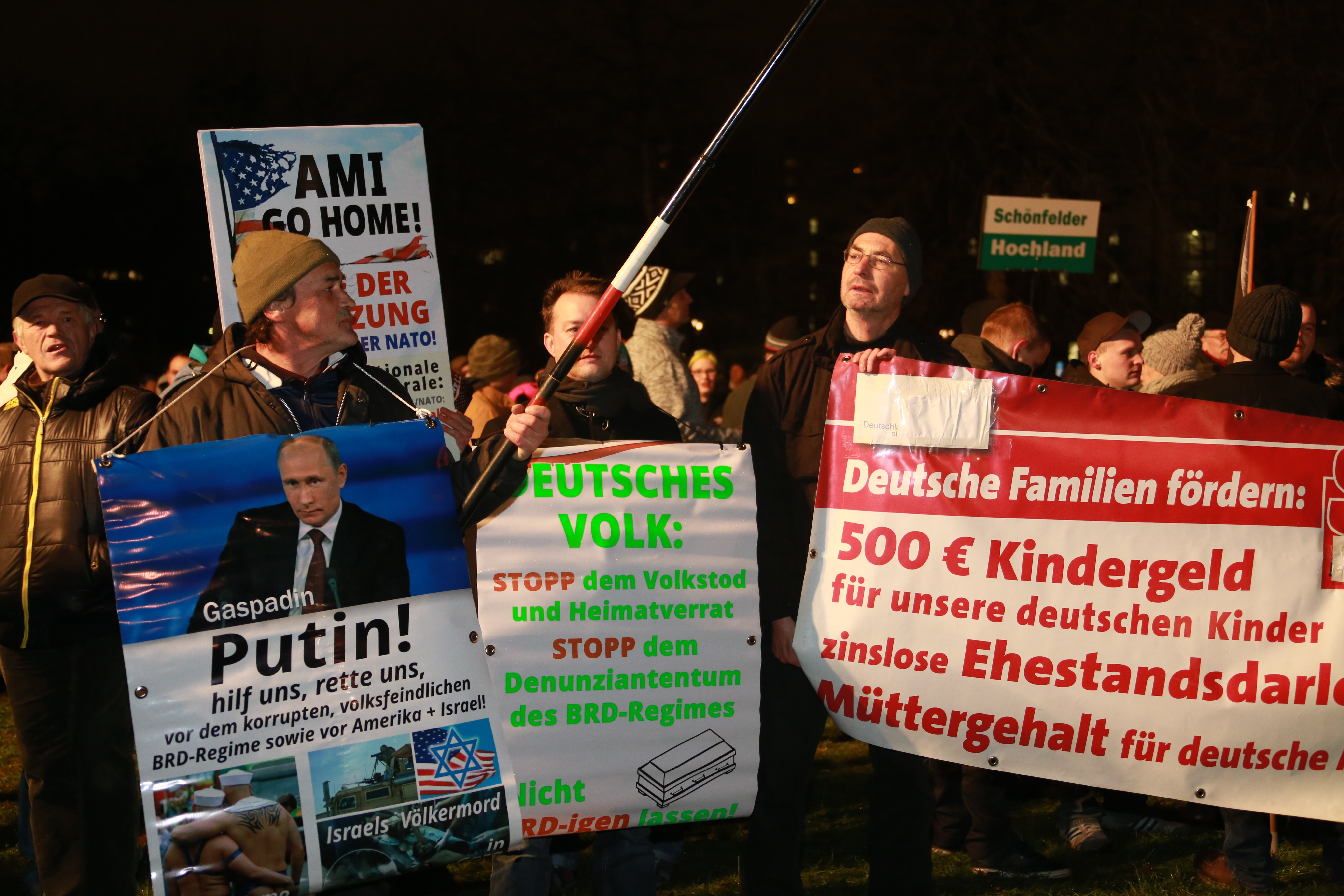
"Putin, hilf uns, rette uns!" ("Putin, ayudanos, salvanos!") y otros eslóganes en letreros y pancartas

A principios de diciembre de 2014, PEGIDA publicó un manifiesto anónimo y sin fecha de una página con 19 declaraciones de posición con viñetas. Las demandas específicas de Pegida inicialmente no estaban claras, en gran parte porque Pegida se ha negado a dialogar, considerando que la prensa es una conspiración políticamente correcta.

Variante de la "bandera de Wirmer" propuesta en 1944 por el miembro de la resistencia antinazi Josef Wirmer que a menudo utilizan los miembros del movimiento.

Junto a la bandera nacional alemana, a menudo se ha visto a los partidarios del movimiento con una variante de la "Bandera de Wirmer", una bandera propuesta por el miembro de la resistencia Josef Wirmer en 1944 para su uso después de la Segunda Guerra Mundial.
Según un Deutsche Welle informe de diciembre de 2014, Pegida considera el islamismo una ideología misógina y violenta. En enero de 2015, The Guardian describió a Pegida como un movimiento de extrema derecha. The New York Times etiquetó a Pegida como antiinmigrante, y Angela Merkel ha cuestionado repetidamente los motivos que subyacen a su mensaje antiinmigrante. La Autoridad Estatal para la Protección de la Constitución (en alemán: Landesamt für Verfassungsschutz) de Turingia considera que Sügida (la rama regional de Pegida del sur de Turingia) está dirigida por nacionalistas de derecha.
En febrero de 2015, las 19 posiciones fueron revisadas y desglosadas en las diez "Tesis de Dresde". El 10 de septiembre de 2015, Pegida exigió diez cambios en la política de refugiados alemana. Pidieron una parada inmediata para los solicitantes de asilo y una 'ley de emergencia de asilo' alemana.[cita requerida]

## Participación y partidarios
Según Frank Richter, director de la Agencia Federal de Educación Cívica de Sajonia, Pegida es "un grupo mixto: figuras conocidas del Partido Nacional Democrático de Alemania, hooligans del fútbol, pero también un número considerable de ciudadanos comunes". Werner Schiffauer, director del Consejo de Migración, ha señalado que el movimiento es más fuerte donde la gente apenas tiene experiencia con extranjeros, y entre "orientales que nunca llegaron realmente a la República Federal y que ahora sienten que no tienen voz".

## Ideología
A principios de diciembre de 2014, Pegida publicó un manifiesto sin fecha y anónimo con 19 declaraciones políticas.
Las demandas específicas de Pegida eran confusas al principio en gran parte porque Pegida ha rechazado el diálogo porque considera que la prensa es una conspiración políticamente correcta. Se ha observado a los manifestantes cantando "Lügenpresse" (prensa mentirosa), un término que tiene una larga historia en la política alemana.
A los partidarios del movimiento se les ha visto a menudo portando la bandera nacional alemana junto con una variante de la "bandera de Wirmer", bandera habitual en actos de la extrema derecha.

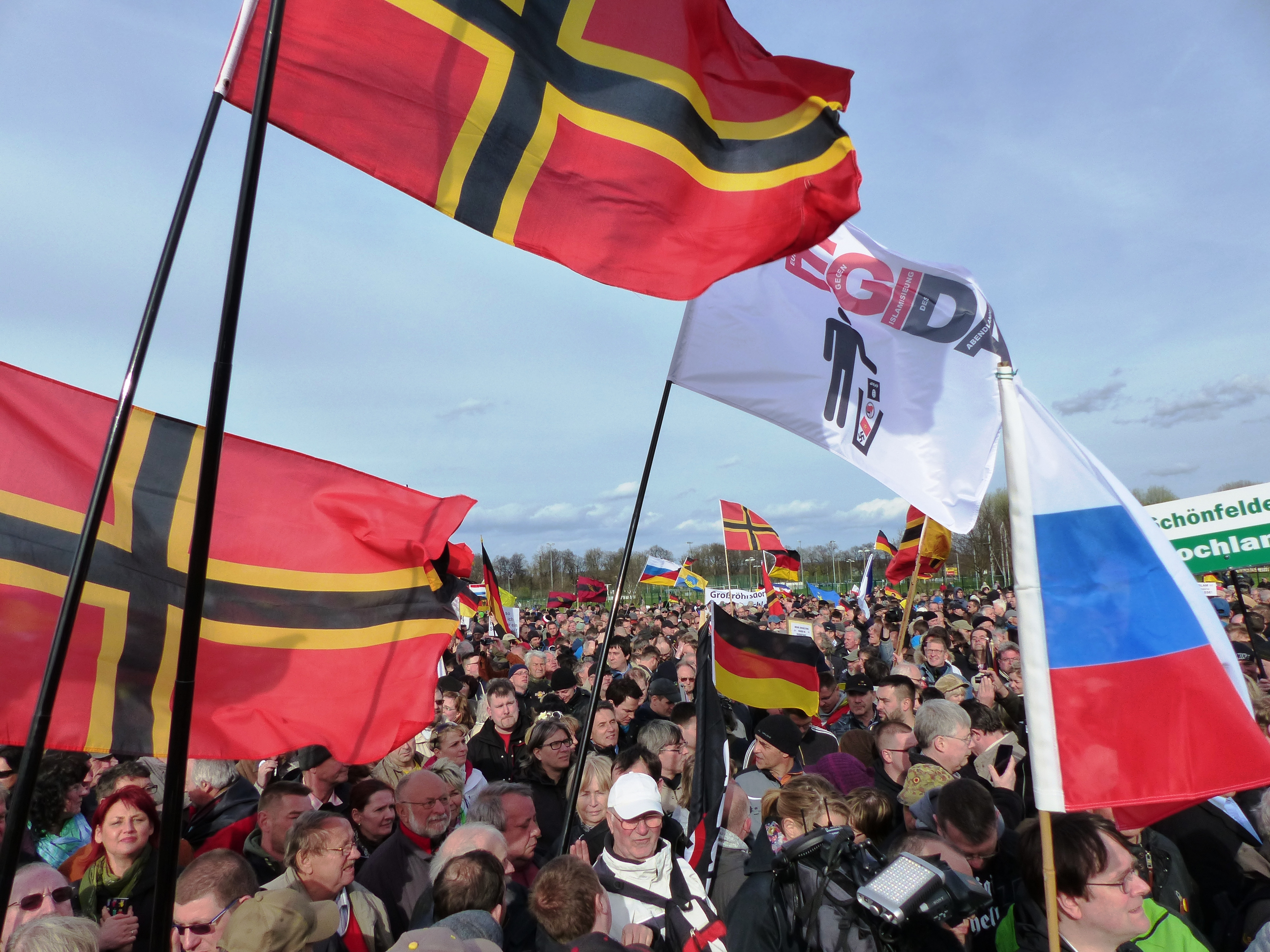
Banderas de Wirmer en una manifestación de Pegida en Dresde en abril de 2015.

Según un informe de la Deutsche Welle de diciembre de 2014, Pegida afirma que el islamismo es una ideología misógina y violenta. En enero de 2015 The Guardian describió a Pegida como un movimiento de extrema derecha, el New York Times calificó a Pegida como antiinmigrante, y Angela Merkel ha cuestionado repetidamente los motivos que subyacen a su mensaje antiinmigrante.
La Autoridad Estatal para la Protección de la Constitución (Landesamt für Verfassungsschutz) de Turingia asegura que Sügida (Pegida en ese estado) está dirigida por nacionalistas de derecha.
Según el politólogo de la Universidad Libre de Berlín Gero Neugebauer, «la xenofobia y sobre todo la islamofobia son elementos importantes de Pegida, que surge para dar respuestas sencillas a fenómenos complejos. Son explicaciones del tipo: hay paro porque los extranjeros nos quitan los puestos de trabajo». Así, se ha destacado que el nacimiento de Pegida se produce en un contexto de crecientes ataques a centros de refugiados (de enero a septiembre de 2014 se contabilizaron 86), en alguno de los cuales aparecieron cruces gamadas pintadas en las paredes, así como de manifestaciones racistas protagonizadas por hooligans violentos.

## Reacciones a su irrupción en el ámbito político
Todos los partidos con representación en el parlamento alemán han rechazado de forma contundente a Pegida, al que el presidente de la República Joachim Gauck ha calificado de «extremista», un punto de vista que comparte la secretaria de Estado de Integración, quien ha denunciado que dentro de Pegida hay personas vinculadas al partido antieuropeísta AfD y al NPD de extrema derecha. Por su parte, la entonces canciller Angela Merkel hizo un llamamiento para que los ciudadanos no apoyen «campañas de difamación y calumnias contra personas que vienen de otros países».
El 6 de enero de 2015, el diario Bild publicó bajo el título No a Pegida cincuenta declaraciones de personalidades alemanas de la cultura, de la política y del deporte, entre las que se encontraban siete ministros del gobierno y los excancilleres Gerhard Schröder y Helmut Schmidt. Este último dijo: «Las protestas de Pegida apelan a prejuicios tontos, xenofobia e intolerancia. Alemania no es eso.» Por su parte, el mánager de la selección alemana de fútbol Oliver Bierhoff señaló: «Nos convertimos en campeones del mundo con muchos jugadores de origen inmigrante. La misma naturalidad con la que vivimos la integración en la selección alemana de fútbol, debería funcionar en la sociedad.» El día anterior a la publicación de las 50 declaraciones, la catedral de Colonia, la Puerta de Brandeburgo y la Ópera de Dresde habían apagado la iluminación exterior como protesta contra Pegida, mientras se celebraban en diversas ciudades alemanas manifestaciones en contra de la xenofobia.
Al día siguiente, 7 de enero de 2015, cuando se produjo en París el atentado contra Charlie Hebdo, Pegida —como otros partidos políticos de la derecha y de la extrema derecha europea: Front National, Liga Norte, Partido por la Libertad, Vlaams Belang, UKIP o Demócratas de Suecia— lo aprovecharon para justificar su ideario, y en su apoyo salió la formación euroescéptica Alternativa para Alemania, que exigía a los partidos parlamentarios alemanes que dejaran de «difamar» a Pegida.
El 13 de enero de 2015 tuvo lugar una gran manifestación en Berlín encabezada por la canciller Angela Merkel en defensa de la convivencia religiosa en Alemania y de repulsa a la islamofobia de Pegida.
En febrero de 2015, los 19 puntos se cambiaron y se dividieron en las diez "Tesis de Dresde". El 10 de septiembre de 2015, Pegida exigió 10 cambios en la política de refugiados, donde pedían que se frenara de forma inmediata la recepción de las solicitudes de asilo y se promulgara una 'ley alemana de asilo de emergencia'.